# Tygrysówka
Tygrysówka, tygryska (Tigridia Juss.) – rodzaj wieloletnich roślin należący do rodziny kosaćcowatych (Iridaceae). Należy do niego ok. 50 gatunków roślin występujących w Ameryce Środkowej od Meksyku do Salwadoru i w Ameryce Południowej od Peru do północnego Chile. Nazwa pochodzi z łacińskiego słowa tigris (tj. tygrys), ze względu na barwę kwiatów gatunku Tigridia pavonia, który jest gatunkiem typowym tego rodzaju.

## Morfologia
LiścieProste, płaskie, równolegle unerwione.
KwiatyKwiaty hermafrodytyczne na rozgałęzionych kwiatostanach, radialnie symetryczne, trzydzielne. Okwiat w kolorze od białego do różowego, plamisty; tworzy rhipidium, składające się z 3 dużych i 3 małych płatków.
OwoceTorebka trójdzielna.
Część podziemnaBulwy chronione tuniką.

## Systematyka
SynonimyHydrotaenia (Lindl.), Beatonia (Herb.), Rigidella (Lindl.), Pardinia (Herb.), Cardiostigma (Baker), Fosteria (Molseed), Colima (Ravenna)
Pozycja systematyczna według Angiosperm Phylogeny Website (aktualizowany system APG III z 2009)
Jeden z rodzajów podrodziny Iridoideae Eaton w rodzinie kosaćcowatych (Iridaceae) należącej do rzędu szparagowców (Asparagales) w obrębie jednoliściennych.
Gatunki
- Tigridia albicans Ravenna
- Tigridia alpestris Molseed 
  - Tigridia alpestris subsp. alpestris
  - Tigridia alpestris subsp. obtusa Molseed
- Tigridia amatlanensis Aarón Rodr. & García-Mend.
- Tigridia augusta Drapiez in P.C.Van Geel
- Tigridia bicolor Molseed
- Tigridia catarinensis Cruden
- Tigridia chiapensis Molseed ex Cruden
- Tigridia chrysantha Cruden & S.J.Walker ex McVaugh
- Tigridia dugesii S.Watson
- Tigridia durangensis Molseed ex Cruden
- Tigridia ehrenbergii (Schltdl.) Molseed 
  - Tigridia ehrenbergii subsp. ehrenbergii
  - Tigridia ehrenbergii subsp. flaviglandifera Cruden
- Tigridia estelae López-Ferr. & Espejo
- Tigridia flammea (Lindl.) Ravenna in G.T.Prance & T.S.Elias
- Tigridia galanthoides Molseed
- Tigridia gracielae Aarón Rodr. & Ortiz-Cat.
- Tigridia hallbergii Molseed 
  - Tigridia hallbergii subsp. hallbergii
  - Tigridia hallbergii subsp. lloydii Cruden
- Tigridia hintonii Molseed
- Tigridia huajuapanensis Molseed ex Cruden
- Tigridia huyanae (J.F.Macbr.) Ravenna
- Tigridia illecebrosa Cruden
- Tigridia immaculata (Herb.) Ravenna in G.T.Prance & T.S.Elias
- Tigridia inusitata (Cruden) Ravenna in G.T.Prance & T.S.Elias.
- Tigridia mariaetrinitatis Espejo & López-Ferr.
- Tigridia martinezii Calderón
- Tigridia matudae Molseed
- Tigridia meleagris (Lindl.) G.Nicholson
- Tigridia mexicana Molseed
  - Tigridia mexicana subsp. lilacina Molseed
  - Tigridia mexicana subsp. mexicana
  - Tigridia mexicana subsp. passiflora Molseed
- Tigridia minuta Ravenna.
- Tigridia molseediana Ravenna
- Tigridia mortonii Molseed
- Tigridia multiflora (Baker) Ravenna
- Tigridia orthantha (Lem.) Ravenna in G.T.Prance & T.S.Elias
- Tigridia pavonia (L.f.) DC. in P.J.Redouté
- Tigridia pearcei (Baker) Ravenna
- Tigridia philippiana I.M.Johnst.
- Tigridia potosina López-Ferr. & Espejo
- Tigridia pugana Aarón Rodr. & Ortiz-Cat.
- Tigridia pulchella B.L.Rob.
- Tigridia purpusii Molseed
- Tigridia purruchucana (Herb.) Ravenna
- Tigridia raimondii Ravenna
- Tigridia rzedowskiana Aarón Rodr. & Ortiz-Cat.
- Tigridia seleriana (Loes.) Ravenna
- Tigridia suarezii Aarón Rodr. & Ortiz-Cat.
- Tigridia tepoztlana Ravenna
- Tigridia van-houttei (Baker) Espejo & López-Ferr.. 
  - Tigridia van-houttei subsp. roldanii Molseed
  - Tigridia van-houttei subsp. van-houttei
- Tigridia venusta Cruden
- Tigridia violacea Schiede ex Schltdl.

## Zastosowanie
- Gatunek Tigridia pavonia uprawiany jest jako roślina ozdobna.
- Bulwy tego rodzaju są jadalne. Po obróbce termicznej mają smak słodkich ziemniaków; surowe są nieprzyjemne i palące w smaku[5].